# Mobile Außenwerbung
Mobile Außenwerbung ist eine Außenwerbung, die transportabel gestaltet wird. Häufig wird dieses Teilgebiet von Ambient Media an Fahrzeugen montiert. Mobile Außenwerbung sind eine Form von Transitmedien; statische Werbeplakate sowie Werbung in Einkaufszentren/Flughäfen fallen ebenso in diese Kategorie.

## Beschreibung
Die meisten mobilen Werbeanlagen sind dedizierte, angepasste LED-Lastwagen mit großen Karosserien zur Anzeige von Werbung. Einige dieser Werbefahrzeuge bieten Funktionen wie externe Soundsysteme, Beleuchtung, LED-Panels und heiße/kalte Boxen für Produktproben an. Diese Art der Außenwerbung stellt eine Sondernutzung dar und ist damit genehmigungspflichtig.
Verkleidungen auf Lastwagen und Anhängern, die im Einsatz zur Lieferung von Waren dienen, können als rollende Werbung fungieren. Spezialanbieter verwandeln zudem Box-Lastwagen, mit Paneelen, die den Laderaum umschließen, in eine mobile 3D-Präsentationsvitrine. Diese Lastwagen sollen die Werbebotschaft in das Bewusstsein der Zuschauer bringen und können für Paraden, Produktvorstellungen und Möbelpräsentationen eingesetzt werden.
Insbesondere im Guerillamarketing können weitere Fortbewegungsmittel wie Roller, Fahrräder oder menschliche Lauf-Werbeplakate eingesetzt. Vornehmlich in Fußgängerzonen werden speziell gebaute Fahrradanhänger genutzt.

## Installation
Klassische Werbebotschaften auf Werbetrucks werden installiert, indem große Vinylfolien als Aufkleber aufgebracht oder indem eine große Vinylfolie mithilfe von spezialisierten Aluminiumrahmen an den Seiten des Lastwagens oder Anhängers befestigt wird. Digitale Varianten wurden bereits vorgestellt.

## Effektivität
Die Out of Home Advertising Association of America fand in einer Umfrage heraus, dass 80 % der amerikanischen Nutzer mit dieser Werbeform interagierte und zum Handeln verleitet wurde. 3M und die American Trucking Association stellten fest, dass 91 % der Zielgruppe den Text und die Grafiken auf LKW-Werbung bemerkten, und das Traffic Audit Bureau stellte fest, dass auf lokalen Routen monatliche Impressionen von einer bis vier Millionen Hits reichten. Product Acceptance and Research sagte, dass 94 % der Befragten sich an das mobile Werbeplakat erinnerten, wobei 80 % sich an die spezifische Anzeige erinnerten. Die Werbeplakate führten zu einem Umsatzanstieg von 107 %.

## Verwendung
Mobile Werbeplakate werden im Allgemeinen aufgrund der wahrgenommenen Vorteile eingesetzt, wie z. B. die Möglichkeit, eine Botschaft an Orten zu liefern, an denen traditionelle Werbeplakate nicht verfügbar sind. Sie bieten ein Medium, das nicht von anderen Werbungen überladen wird und in der Regel nicht in der Nähe von Konkurrenten zu sehen ist. Viele finden es vorteilhaft, dass die Botschaft weniger wahrscheinlich von Fahrern ausgeblendet wird als andere Werbemedien.

## Rechtliche Situation (international)
Insbesondere für das Abstellen von Kraftfahrzeugen mit entsprechenden Werbeaufdrucken und Aufbauten wird in Deutschland zumeist eine Sondernutzungserlaubnis benötigt.
In anderen Ländern wurden strenge Gesetze gegen mobile Werbung erlassen. Gemäß dem London Hackney Carriage Act von 1853 und Abschnitt 9 des Metropolitan Streets Act von 1867 ist es nicht rechtmäßig, dass eine Person auf einem Fahrzeug, zu Fuß oder auf einem Pferd ein Bild, Plakat, Hinweis oder eine Werbung in London mit sich führt, außer denjenigen, die von dem Polizeikommissar der Metropole oder dem Kommissar der City of London Police genehmigt wurden. Werbefahrräder können als Ersatz verwendet werden. In kleineren Städten wird häufig ein beschwerdebasiertes Modell für die Einhaltung von Vorschriften verwendet, bei dem festgestellt wurde, dass die kleineren, leichteren Lastwagen weniger Beschwerden haben und oft erlaubt sind. Diese mobilen Werbeplakat-LKW werden von Gemeinden häufiger akzeptiert als die größeren Lastwagen.
In Norwegen wurde die Verwendung von Werbebeschriftungen auf Bussen von den Straßenbehörden untersagt, da sich die Fenster in einem Notfall schlechter durchbrechen lassen. Der ehemalige ÖPNV-Anbieter Gaia Trafikk argumentierte gegen das Verbot. Er verwies auf eigene Tests, die zeigten, dass die dünnen Beschriftungen keine Auswirkungen auf die Durchschlagskraft des Fensters hatten.